# アリ・アールトネン
アレクシ・“アリ”・アールトネン（フィンランド語: Aleksi (Ali) Aaltonen、1884年 - 1918年）は、ロシア帝国、フィンランド大公国のジャーナリスト・軍人である。

## 生涯
フィンランド大公国（ロシア帝国の従属国）ヤムサに生まれた。ユヴァスキュラの高等学校(fl)で第2学年から学び、1903年に第7学年で卒業した。翌年からロシア帝国軍に従軍し、陸軍士官学校に学んだ。1904年から1905年まで日露戦争に従軍。しかし1905年にモスクワで発生した反帝政蜂起(ru)に加わり、逮捕、降格された。その後は「アリババ」(Ali Baba)という名を使いトゥルク、ヴィボルグ、コトカでジャーナリストとして社会主義系紙の出版に関わった。
1917年のロシア革命後は、10月からヘルシンキで赤衛軍の指導者となった。翌年初頭にフィンランド内戦が起こると、タンペレで戦闘に参加した。その後白衛軍側に捕らえられ、8月にラハティの強制収容所で白衛軍のエストニア人将校によって銃殺された。